# Henry Medina
Henry Alexander Medina Blasac (Nueva Concepción, 16 marzo 1981) è un calciatore guatemalteco, difensore del Mictlán.

## Caratteristiche tecniche
È un difensore centrale.

## Carriera

### Club
Comincia a giocare nel Deportivo Teculután. Nel 2004 viene acquistato dal CSD Municipal, con cui vince il campionato per quattro stagioni consecutive. Nel 2008 si trasferisce allo Xinabajul. Nel gennaio 2010 passa al Suchitepéquez. Nel 2011 viene acquistato dall'Heredia, in cui è un titolare fisso. In tre stagioni, infatti, riesce ad ottenere più di cento presenze in campionato. Nel 2014 passa all'Universidad de San Carlos. Nel gennaio 2016 viene ceduto al Mictlán.

### Nazionale
Debutta in nazionale nel 2004. Ha partecipato, con la nazionale, alla Gold Cup 2007 e alla Gold Cup 2011. Ha collezionato in totale, con la maglia della nazionale, 25 presenze e una rete.

## Palmarès

### Club

#### Competizioni nazionali
- Liga Nacional de Fútbol de Guatemala: 4

CSD Municipal: 2004-2005, 2005-2006, 2006-2007, 2007-2008